# Hammersmith Odeon (album)
Hammersmith Odeon je koncertní trojalbum Franka Zappy, posmrtně vydané v roce 2010 v Zappa Family Trust. Album bylo nahrané na začátku roku 1978 v Hammersmith Odeon v Londýně. V té době se Zappou hrál pozdější kytarista skupiny King Crimson Adrian Belew.

## Seznam skladeb
Disk 1
1. "Convocation/The Purple Lagoon" (27. leden 1978) 2:18
2. "Dancin' Fool" (27. leden 1978) 3:43
3. "Peaches En Regalia" (28. únor 1978) 2:36
4. "The Torture Never Stops" (28. únor 1978) 13:52
5. "Tryin' To Grow a Chin" (28. únor 1978) 3:37
6. "City of Tiny Lites" (28. únor 1978) 7:01
7. "Baby Snakes" (28. únor 1978) 1:54
8. "Pound for a Brown" (28. únor 1978) 20:39

Disk 2
1. "I Have Been In You" (26. leden 1978) 13:55
2. "Flakes" (28. únor 1978) 6:39
3. "Broken Hearts Are For Assholes" (28. únor 1978) 3:54
4. "Punky's Whips" (26. leden 1978) 10:26
5. "Titties 'n Beer" (26. leden 1978) 4:49
6. "Audience Participation" (26. leden 1978) 3:32
7. "The Black Page #2" (26. leden 1978) 2:49
8. "Jones Crusher" (25. leden 1978) 3:01
9. "The Little House I Used To Live In" (25. leden 1978) 7:13

Disk 3
1. "Dong Work For Yuda" (25. leden 1978) 2:56
2. "Bobby Brown (Goes Down)" (26. leden 1978) 4:54
3. "Envelopes" (26. leden 1978) 2:16
4. "Terry Firma" (26. leden 1978) 4:10
5. "Disco Boy" (26. leden 1978) 6:43
6. "King Kong" (28. únor 1978) 10:10
7. "Watermelon In Easter Hay [Prequel]" (27. leden 1978) 3:55
8. "Dinah-Moe Humm" (26. leden 1978) 6:10
9. "Camarillo Brillo" (26. leden 1978) 3:23
10. "Muffin Man" (26. leden 1978) 6:18
11. "Black Napkins" (25. leden 1978) 5:16
12. "San Ber'dino" (25. leden 1978) 5:54

## Sestava
- Frank Zappa – sólová kytara, zpěv
- Adrian Belew – kytara, zpěv
- Tommy Mars – klávesy, zpěv
- Peter Wolf – klávesy
- Ed Mann – perkuse
- Patrick O'Hearn – baskytara, zpěv
- Terry Bozzio – bicí, zpěv